# Honey Mellody
Honey Mellody est un boxeur américain né le 15 janvier 1884 et mort le 2 mars 1919 à Charlestown, Massachusetts.

## Carrière
Passé professionnel en 1902, il remporte le titre vacant de champion du monde des poids welters le 16 octobre 1906 après sa victoire aux points contre le britannique Joe Walcott. Mellody conserve son titre lors du combat revanche puis face à Terry Martin avant d'être à son tour battu par Mike Twin Sullivan le 23 avril 1907. Il met un terme à sa carrière en 1913 sur un bilan de 51 victoires, 33 défaites et 22 matchs nuls.